# 近幌駅
近幌駅（ちかほろえき）は、かつて樺太元泊郡帆寄村に存在した鉄道省樺太東線の駅である。

## 歴史
- 1927年（昭和2年）11月20日 - 樺太鉄道落合駅 - 知取駅間(170.5km)開業により設置。当時の読みは、「ちかぽろ」[1]。
- 1941年（昭和16年）4月1日 - 樺太鉄道の国有化により、樺太庁鉄道東海岸線の駅となる。
- 1943年（昭和18年）4月1日 - 南樺太の内地化にともない、鉄道省（国有鉄道）に編入。読みを「ちかほろ」に改称[1]。
- 1945年（昭和20年）8月 - ソ連軍が南樺太へ侵攻、占領し、駅も含め全線がソ連軍に接収される。
- 1946年（昭和21年）
  - 2月1日 - 日本の国有鉄道の駅としては、書類上廃止。
  - 4月1日 - ソ連国鉄に編入。ロシア語駅名は「チーハヤ」。

## 駅名の由来
当駅の所在する地名からであり、地名はアイヌ語の「チカップ・オロ・ナイ（チカップ・エ・オロ・ウシ・ナイ）」（水鳥の沢山いる川）による。

## 運行状況
（1944年当時） 
- 上りは大泊駅行き2本と落合駅行き1本と白浦駅行き1本、下りは敷香駅行きが2本と上敷香駅行きと知取駅行き各1本であった。
- 大泊港駅発着の夜行列車は通過していた。

現在はポページノ駅、ポロナイスク駅と当駅の間に各1往復、ユジノサハリンスク駅、ノグリキ駅発着の特急は1往復のみ停車する。

## 駅周辺
- 帆寄山

## 隣の駅
鉄道省樺太鉄道局
樺太東線
真縫駅 - （三浦峠信号場） - 近幌駅 - （蛯毛信号場） - 白石沢駅